# Victor Leandro Bagy
Victor Leandro Bagy (Santo Anastácio, 21. siječnja 1983.), poznatiji samo kao Victor, je brazilski nogometaš koji trenutno igra za brazilski nogometni klub Atlético Mineiro kao vratar. 

## Klupska karijera
Victor je svoju nogometnu karijeru započeo u klubu Paulista s kojim je osvojio brazilski kup. 2008. godine prešao je u Grêmio. Tijekom nogometne lige Gauchão se ozlijedio pa je svoje mjesto ustupio Marcelu Groheu. Na početku brazilske lige Brasileirão, nakon ozljede, ipak se vratio na mjesto prvog vratara. 

## Međunarodna karijera
21. svibnja 2009. godine Victor je prvi puta pozvan u brazilsku nogometnu reprezentaciju za kvalifikacije za Svjetsko nogometno prvenstvo 2010. u Južnoj Africi, kao i za Kup konfederacija 2009. godine koji je Brazil i osvojio.